# Энглих, Ивонн
Иво́нн Э́нглих (нем. Yvonne Englich), в девичестве — Хес (нем. Hees; 5 декабря 1979, Вайблинген, ГДР — 8 января 2018, Виттен, Германия) — немецкий борец в вольном стиле и тренер.

## Биография и карьера
Ивонн Энглих, в девичестве Хис, родилась 5 декабря 1979 года в Вайблингене, ГДР.
Она соревновалась с девяти лет, выступая в местных, национальных и мировых юниорских соревнованиях. Она продолжила заниматься борьбой во взрослой жизни, выиграв три национальных чемпионата и бронзовую медаль в весовой категории до 67 кг на Чемпионате Европы 2011 года по борьбе. Она была замужем за олимпийским серебряным призёром Мирко Энглихом, и у них было двое детей — сын Ноа и дочь Лотта. В последующие годы она тренировала молодёжную сборную по борьбе.
Ивонн Энглих умерла 8 января 2018 года после продолжительной битвы с раком в возрасте 38 лет.